# كامران باشا
كامران باشا (بالإنجليزية: Kamran Pasha)‏ هو مؤلف وكاتب وكاتب سيناريو ومخرج أمريكي، ولد في 3 أبريل 1972 في كراتشي في باكستان.

## وصلات خارجية
- كامران باشا على موقع IMDb (الإنجليزية)
- كامران باشا على موقع ألو سيني (الفرنسية)
- كامران باشا على موقع أول موفي (الإنجليزية)
- كامران باشا على موقع قاعدة بيانات الفيلم (الإنجليزية)
- كامران باشا على موقع كينوبويسك (الروسية)